# Andrew Carnegie
Andrew Carnegie (Dunfermline, Escócia, 25 de novembro de 1835 — Lenox, Massachusetts, 11 de agosto de 1919) foi um empresário e filantropo estadunidense nascido na Escócia. Fundador da Universidade Carnegie Mellon.

## Caracterização
A história de Andrew Carnegie faz parte de um dos períodos mais profícuos da economia americana[carece de fontes?]. Ele, que inicialmente ganhava a vida como catador de carretéis de linha, foi um dos maiores industriais do capitalismo norte-americano. Trabalhou desde menino e ainda jovem já tinha ambições de alcançar o topo. Falhou no início. No entanto, persistiu e conseguiu chegar ao ápice no mundo dos negócios. Considerado baixinho, com aproximadamente 1,60 m, falava com energia, tinha opiniões fortes, era provocador e de um raciocínio rápido para compreender o que lhe interessava. Carnegie agia como um investidor ávido do mercado de capitais. Graças ao instinto para os negócios e às boas relações com políticos em Washington, fechou acordos milionários. Sua ascensão é a fábula norte-americana clássica do homem que enriqueceu do nada.
Andrew Carnegie, o rei do aço, nomeou Henry Clay Frick como presidente da siderurgia, começou pregar uma conduta de preços mais baixos e maiores escalas de produção, aumentou a lucratividade das empresas, desrespeitou os empregados, os quais passaram a trabalhar 84 horas semanais e as greves eram reprimidas com violência. Carnegie entrou em divergências com Frick por causa de suas atitudes, o que acarretou em sua demissão[carece de fontes?]

## Primeiros anos
Andrew Carnegie teve uma infância com poucos recursos, seu pai era um pobre tecelão e sua mãe era extremamente protetora. Emigrou com sua família para os Estados Unidos em busca de melhores condições. Aos 13 anos, sem tempo para estudar, cumpria uma jornada de 12 horas por dia ganhando um dólar por semana como aprendiz de tecelão na Pensilvânia (36 dólares pela inflação de 2021).
Ele logo se tornou o telegrafista favorito da comunidade de negócios, e em seguida um serviço telegráfico de um homem só, que todos os dias compilava as notícias vindas pelo telégrafo para os jornais de Pittsburgh. Era tão incansável em seu auto-aperfeiçoamento quanto em todo o resto, lendo vorazmente e trabalhando duro para melhorar seu sotaque e sua gramática.

## Apogeu
Aos 15 anos ingressou em uma empresa de estradas de ferro, a Pennsylvania Railroad. Aprendeu com seu chefe, Thomas A. Scott, o espírito do empreendedorismo. Aos 24 anos, Andra, como a mãe o chamava, tornou-se superintendente da Divisão Ocidental Ferroviária da Pensilvânia. Em 1865 demitiu-se de seu emprego para fundar sua própria empresa, a Companhia de Aço Carnegie. Fundou a Keystone Bridge Works que construiu a primeira ponte de aço de Ohio, e a Union Iron Mills em 1868.
Através da Companhia de Aço Carnegie e aplicando seus conhecimentos adquiridos com Thomas A. Scott, investiu pesado no processo de Bessemer de fabricação de aço e atingiu o total domínio da indústria metalúrgica da cidade de Pittsburgh. Após a Guerra Civil, o magnata passou a ditar preços para o aço, para os vagões de trem e para o mercado imobiliário criado pelas rotas ferroviárias nos EUA. Andrew Carnegie vendeu a empresa siderúrgica Carnegie para o banqueiro J. P. Morgan por 480 milhões de dólares e tornou-se o homem mais rico do mundo. Carnegie é um dos homens mais rico de todos os tempos.

## Legado
Carnegie passou seus últimos anos de vida como filantropo. A partir de 1901, a atenção se desviou da acentuada perspicácia empresarial que permitiu a Carnegie acumular tal fortuna, para o espírito altruísta, em que dedicou-se a projetos filantrópicos.
Sua primeira doação foi realizada em sua terra natal, Dunfermline. Ajudou a construir 2800 bibliotecas nos Estados Unidos, museus, salas de concerto, montou fundações, fez doações para instituições de educação, construiu o famoso Carnegie Hall e o Palácio da Paz em Haia. Seus esforços se manifestaram em várias formas de filantropia, entre eles a Carnegie Institute of Pittisburgh (1896), a Carnegie Institution of New York (1902) e a Carnegie Corporation of New York (1911). Em 1910 criou a Carnegie Endowment for International Peace, instituição não lucrativa direcionada ao entendimento diplomático das nações, que vigora até hoje.
Em 1898, o magnata escocês escreveu o manual O Evangelho da Riqueza, onde defendia a riqueza em excesso como um fundo de confiança a ser administrado em beneficio da comunidade. Casou-se, em 1887, com Louise Whitfield, fazendo-a assinar um contrato pré-nupcial aceitando a doação da maior parte da sua riqueza à propostas educacionais e de caridade.
Embora tivesse saúde frágil, Carnegie foi um dos maiores defensores da Liga das Nações, a primeira organização mundial nos moldes da ONU. Morreu em Lenox, Massachusetts (EUA), aos 83 anos, em sua mansão. Havia cumprido sua missão social doando em vida mais de 350 bilhões de dólares. “O homem que morre rico, morre desonrado”. Com inteligência, ambição e determinação, contribuiu para a concepção dos Estados Unidos modernos.
Está sepultado no Cemitério de Sleepy Hollow.